# Eos squamata
Lóris-de-colar-violeta ou lóri-de-pescoço-violeta (Eos squamata) é uma espécie de papagaio da família Psittacidae pertencente ao gênero Eos.
Essa ave é endêmica da Indonésia,onde ele é encontrado ao norte das Ilhas Molucas e Papua Ocidental.Seu habitat natural são florestas tropicais úmidas,florestas de várzea e manguezais.